# Embrace of the Vampire (film 1995)
Embrace of the Vampire è un film statunitense del 1995 diretto da Anne Goursaud. Nel 2013 il regista canadese Carl Bessai ne ha girato un remake direct-to-video.

## Trama
Charlotte è una brava e casta ragazza che fa dei sogni inquietanti sul sesso in cui l'amante è un vampiro oscuro ma bello; ciò le crea dei dubbi sul proprio fidanzato della vita reale, che non è così affascinante come il vampiro dei sogni. Il vampiro vorrebbe indurre Charlotte ad abbandonare la propria vita e diventare parte del mondo dei vampiri: il film mostra quindi una lotta tra entità opposte, in quanto Charlotte non solo deve scegliere tra il proprio fidanzato ed il misterioso visitatore notturno, ma anche tra la luce e il buio, il bene e il male, nella quale vengono coinvolti, loro malgrado, altri studenti del campus frequentato da Charlotte.

## Produzione
In un'intervista pubblicata nel 2005, Anne Goursaud, la regista di Embrace of the Vampire, affermò che il film fu girato in tredici giorni con un budget di $500.000, stimando che i ricavi ammontino a circa 15 milioni di dollari.